# Spanaway
Spanaway é uma Região censo-designada localizada no estado norte-americano de Washington, no Condado de Pierce.

## Demografia
Segundo o censo norte-americano de 2000, a sua população era de 21.588 habitantes.

## Geografia
De acordo com o United States Census Bureau tem uma área de
22,6 km², dos quais 21,6 km² cobertos por terra e 1,0 km² cobertos por água. Spanaway localiza-se a aproximadamente 126 m acima do nível do mar.

## Localidades na vizinhança
O diagrama seguinte representa as localidades num raio de 12 km ao redor de Spanaway.